# Transeius newelli
Transeius newelli är en spindeldjursart som först beskrevs av Chant 1960.  Transeius newelli ingår i släktet Transeius och familjen Phytoseiidae. Inga underarter finns listade i Catalogue of Life.